# تكركيبة
تكركيبة قرية جنوب ليبيا ضمن مناطق وادي الآجال ويبلغ سكانها تقريبا 2000 نسمة، وتعتبر تكركيبة المدخل الرئيسي لبحيرة قبرعون السياحية وتوجد عدة شركات تهتم بهذا المجال في تكركيبة حيث تنظم الرحلات السياحية إلى بحيرة قبرعون ومنها المقر السياحي البحيرات الخمس
ومن المعالم المهمة في هذه القرية المسجد القديم قام ببناءه رجال القرية حيث قاموا ببناء هذا المسجد على أنقاض قلعة قديمة وهو مسجد صغير يوجد به العديد من الاقواس الجميلة وبعض الزخارف، غير أن عوامل الطبيعة أثرت كثيرا على هذا المسجد.

## تاريخ تطور الاسم
عرفت تكركيبة منذ زمن قديم حيث تطور اسمها على تلاث مراحل: تكره طيبة ثم تكرتيبة ثم تكركيبة.
حيث الاسم الأول كما يقال والله أعلم أنه يرجع لصانعة الثمر المعجون... وتدعى [طيبه] *حيث اشتهرت القرية بكثرة نخيلها*
وكان أهالي بعض القبائل القديمة يدعون الثمر المعجون ب[تكره] فاطلقو على القرية تكره طيبة ثم تم تحريفها من قبل الوافدين الجدد ويقال انها كانت مقر الادراة الغربية لمملكة أولاد امحمد الفاسي ويقدر عمر هذه القرية أكثر من 600 سنة وتوجد بها معالم اثرية قد دفنت اثر زحف الرمال في الجهة الشمالية منها لم يتم اكتشافها إلى الآن اما المنطقة التي انتقل منها الاهالي اثر السيول في الستينات فهي الآن معرضة للدمار لعدم ترميمها أو الاهتمام بها من قبل الدولة والسكان. [بحاجة لمصدر]